# Paracuneus immaculatus
Paracuneus immaculatus é uma espécie de gastrópode do gênero Paracuneus, pertencente a família Drilliidae.